# Ościęcin
Ościęcin (niem. Woistenthin)– wieś w Polsce, położona w województwie zachodniopomorskim, w powiecie gryfickim, w gminie Gryfice.
| SIMC    | Nazwa    | Rodzaj     |
| ------- | -------- | ---------- |
| 0775907 | Podłęcze | przysiółek |

W latach 1946–1998 miejscowość administracyjnie należała do województwa szczecińskiego.
W miejscowości ma siedzibę jednostka Ochotniczej Straży Pożarnej włączona do krajowego systemu ratowniczo-gaśniczego.
Gmina Gryfice utworzyła jednostkę pomocniczą – "Sołectwo Ościęcin", które obejmuje Ościęcin i Podłęcze. Organem uchwałodawczym sołectwa jest zebranie wiejskie, na którym mieszkańcy wybierają sołtysa. Działalność sołtysa wspomaga jest rada sołecka, która liczy od 3 do 7 osób – w zależności jak ustali wyborcze zebranie wiejskie.

## Zabytki
- Kościół neoromański z I poł. XIX w., okna nawy o wysoko licowanych lukach, nad fasadą szalowana wieża z hełmem ostrosłupowym i latarenką[9].